# Lenangsøyra
Lenangsøyra est une localité du comté de Troms, en Norvège.

## Géographie
Administrativement, Lenangsøyra fait partie de la kommune de Lyngen.